# Very Cold Trip
Pour plus de détails, voir Fiche technique et Distribution.
Very Cold Trip, ou Ils ont perdu le nord, (Napapiirin sankarit en version originale, qui signifie Les Héros du cercle polaire) est un film finlandais de Dome Karukoski, sorti en 2011.

## Synopsis
Inari n'en peut plus que Janne, son fiancé, passe ses journées à ne rien faire. Elle lui pose donc un ultimatum : soit il trouve un décodeur TV avant l'aube – il y a longtemps qu'elle lui en réclame un –, soit elle le quitte. Janne décide donc de relever ce défi en compagnie de ses deux meilleurs amis ; mais les péripéties ne manqueront pas.

## Fiche technique
- Titre original : Napapiirin sankarit
- Réalisation : Dome Karukoski
- Scénario : Pekko Pesonen (fi)
- Direction artistique : Pirjo Rossi (fi)
- Musique : Lance Hogan
- Costumes : Anna Vilppunen
- Photographie : Pini Hellstedt (fi)
- Ingénieurs du son : Christian Holm et Niklas Skarp
- Maquillage : Kata Launonen
- Monteur : Harri Ylönen
- Casting : Tutsa Paananen et Pia Pesonen (fi)
- Production :
  - Producteur : Aleksi Bardy
  - Coproducteurs : Jonas Elmqvist, Tomas Eskilsson, Jacqueline Kerrin, Martin Persson (sv), Helena Sandermark et Dominic Wright
  - Producteur délégué : Olli Haikka (fi)
  - Productrice exécutive : Heidi Laitinen
  - Productrice associé : Annika Sucksdorff
- Société de production : Anagram Produktion (sv), Film i Väst, Helsinki-filmi (fi), Irish Film Board (en) et Ripple World Pictures
- Société de distribution : Sandrew Metronome Distribution (Finlande) ; DistriB Films (France)
- Pays d'origine :  Finlande,  Irlande,  Suède
- Langue : finnois, anglais, suédois, russe
- Genre : Comédie, drame, romance
- Durée : 92 minutes
- Dates de sortie :
  - Canada : 10 septembre 2010 (Festival de Toronto)
  - Finlande : 15 octobre 2010
  - France : 19 janvier 2011 (Festival de l'Alpe d'Huez) ; 9 février 2011

## Distribution
- Pamela Tola : Inari Juntura
- Jussi Vatanen : Janne
- Jasper Pääkkönen : Kapu
- Timo Lavikainen : Räihänen
- Konsta Mäkelä (fi) : Hatunen
- Sinikka Mokkila (fi) : Jannen äiti
- Erkki Hetta (fi) : Jannen isä
- Asko Sahlman (fi) : Martti Juntura
- Kari Ketonen (fi) : Pikku-Mikko
- Miia Nuutila (fi) : Marjukka
- Rinna Paatso (fi) : Marjukan kaveri
- Moa Gammel : Anna
- Anna-Leena Härkönen (fi) : réceptionniste
- Camilla Jacobsen : Seireeni 1
- Jane Timglas : Seireeni 2
- Melissa Heininen : Kapua iskevä tyttö
- Ulla Tapaninen (fi) : Räihäsen äiti
- Markku Köngäs : Poliisi 1
- Teuvo Alakunnas : Poliisi 2
- Janne Reinikainen (en) : Kittilän runkkari 1
- Kari Hietalahti (fi) : Kittilän runkkari 2
- Tommi Liski (fi) : Kittilän runkkari 3
- Andrei Tsumak : Sergei
- Ruslan Susi : Pjotr
- Elvira Tensina : Vera
- Julia Lyubchenko : Jelena
- Kari Koivukangas : Taksikuski Rovaniemellä
- Minttu Leppänen : Oksentava tyttö
- Pekka Hietaniemi : Ilmari Tuomi
- Esa Harju : Toivo
- Sakke Lipponen : Jaakko Kivi
- Mikko Kunnari : Naiseton hippi
- Keijo Haapalainen : Kalle Laamanen
- Riitta Nilimaa : Nuuskakairan-baarin myyjätär
- Jannika Öberg : Karaoke-emäntä
- Kari Känsäkoski : Taksikuski Ylläksellä 1
- Jarkko Ylläsjärvi : Taksikuski Ylläksellä 1
- Maria Lahtinen : Huoltoaseman myyjätär
- Matti Törhönen : Radion uutistenlukija (voix)
- Jussi Eskola : Hiihtoselostaja (voix)
- Jani Suuntamo : Baarimikko
- Joonas Makkonen : Mies baarissa (uncredited)
- Tuomas Massa : Mies baarissa (uncredited)
- Juho Nilivaara : Mies baarissa (uncredited)

## Récompenses
- Festival international du film d'Arras 2009 :
  - Prix du public
- Festival international du film de comédie de l'Alpe d'Huez 2009[1] :
  - Grand Prix
  - Coup de cœur de la profession
- Jussis 2011 :
  - Meilleur film
  - Meilleure réalisation
  - Meilleur scénario
  - Prix du public
- Festroia 2011 :
  - Dauphin d'argent de la meilleure photographie pour Pini Hellstedt